# Tunsel
Tunsel ist ein Dorf mit knapp 2000 Einwohnern im Landkreis Breisgau-Hochschwarzwald in Baden-Württemberg. Die bis Januar 1974 selbständige Gemeinde Tunsel mit den Ortsteilen Burghöfe und Schmidhofen gehört heute als Ortsteil zur Stadt Bad Krozingen.

## Geografie
Tunsel liegt im Breisgau, etwa 18 Kilometer südwestlich von Freiburg. Das flachwellige, waldlose Gebiet um Tunsel fällt allmählich in Richtung Nordwesten zum Rhein ab. Die Böden der 9,21 km² umfassenden Gemarkung werden landwirtschaftlich intensiv genutzt, sie werden teilweise von Gräben entwässert (Seltenbach, Neugraben, Bruckgraben).

## Geschichte
Tunsel wird im Jahr 860 erstmals als villa Tonsol urkundlich erwähnt, als drei Freileute ihren gesamten Grundbesitz dem Benediktinerkloster St. Trudpert im Münstertal schenkten. Die Zugehörigkeit von Tunsel und dem Weiler Schmidhofen zum Kloster hielt bis zur Säkularisation im Jahr 1803 an. Tunsel belieferte die Mönche mit landwirtschaftlichen Produkten (Weizen, Nutztiere) und vor allem mit Wein, der im Pfarrhauskeller gelagert wurde.
1256 erwarb das Kloster auch die Burg Tunsel. Ab 1479 gehörten alle Einwohner des Dorfes als St. Trudpertsche Untertanen zur Abtei. Das Kloster baute von 1714 bis 1724 eine Barockkirche in Tunsel, an ihrer Stelle steht heute die 1855 errichtete Kirche in neogotischem Stil.
Im Dreißigjährigen Krieg flüchteten die Bewohner Tunsels vor den Schweden in die Schweiz. Sie kamen nach Ende des Krieges mit neuen Siedlern zurück, was heute noch an aus dem Schweizer Raum stammenden Familiennamen erkennbar ist. Der Spanische Erbfolgekrieg brachte Elend und Zerstörung über die Einwohner. So musste unter anderem die Kirchglocke verkauft werden; sie hängt noch heute im Türmchen des Rathauses Staufen.

## Wappen
Blasonierung: „In gespaltenem Schild vorn in Silber auf grünem Boden ein grüner Laubbaum mit schwarzem Stamm, hinten in Blau zwei schräggekreuzte dürre goldene Äste.“

## Sehenswürdigkeiten

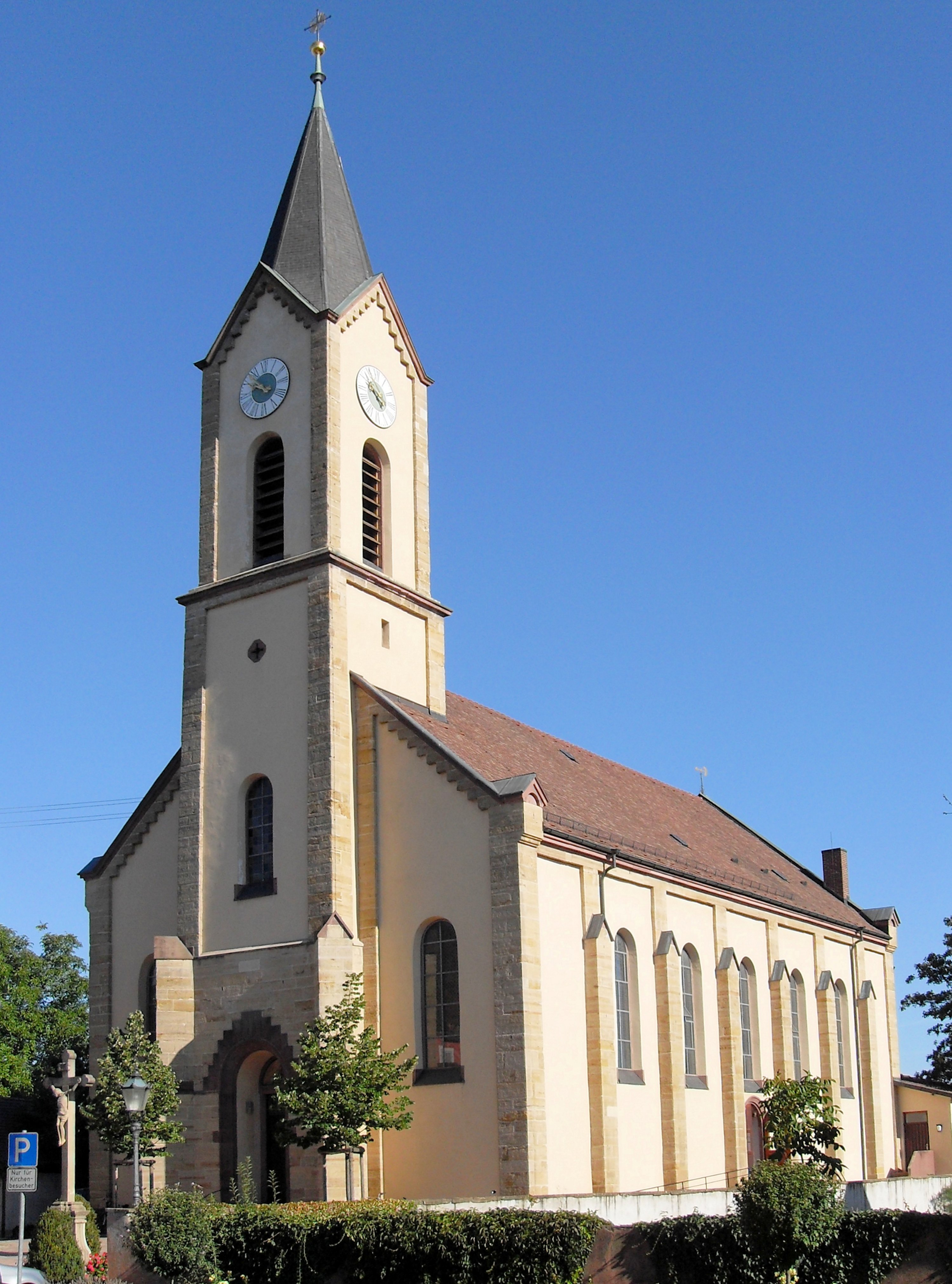
Pfarrkirche St. Michael

- Kirche St. Michael in neogotischem Stil aus dem Jahr 1857 mit Ausmalung von Carl Philipp Schilling, Hochaltar aus der Werkstatt von Franz Joseph Simmler und barocken Seitenaltären aus Vorgängerkirche[4]

Maria-Hilf-Kapelle
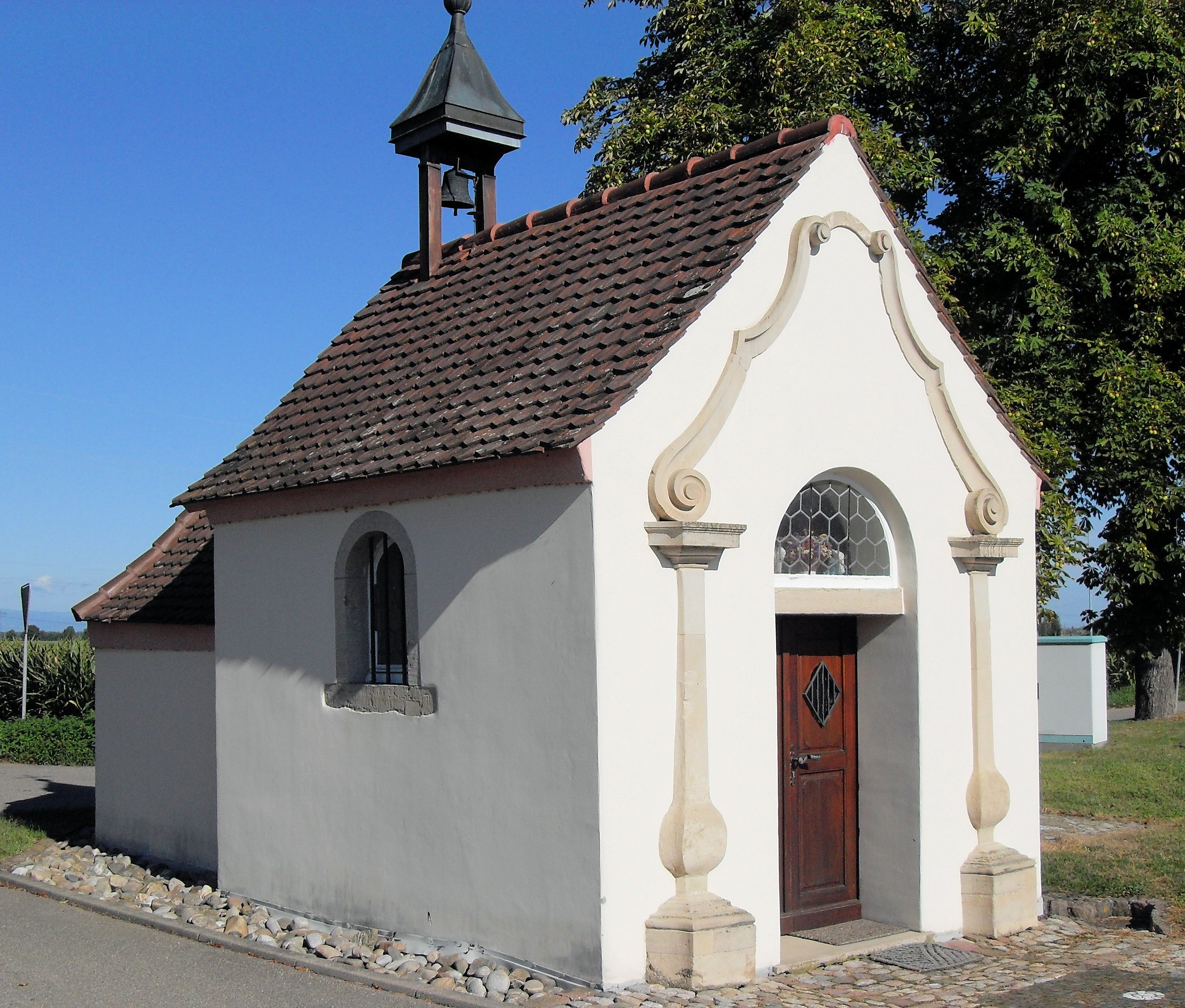
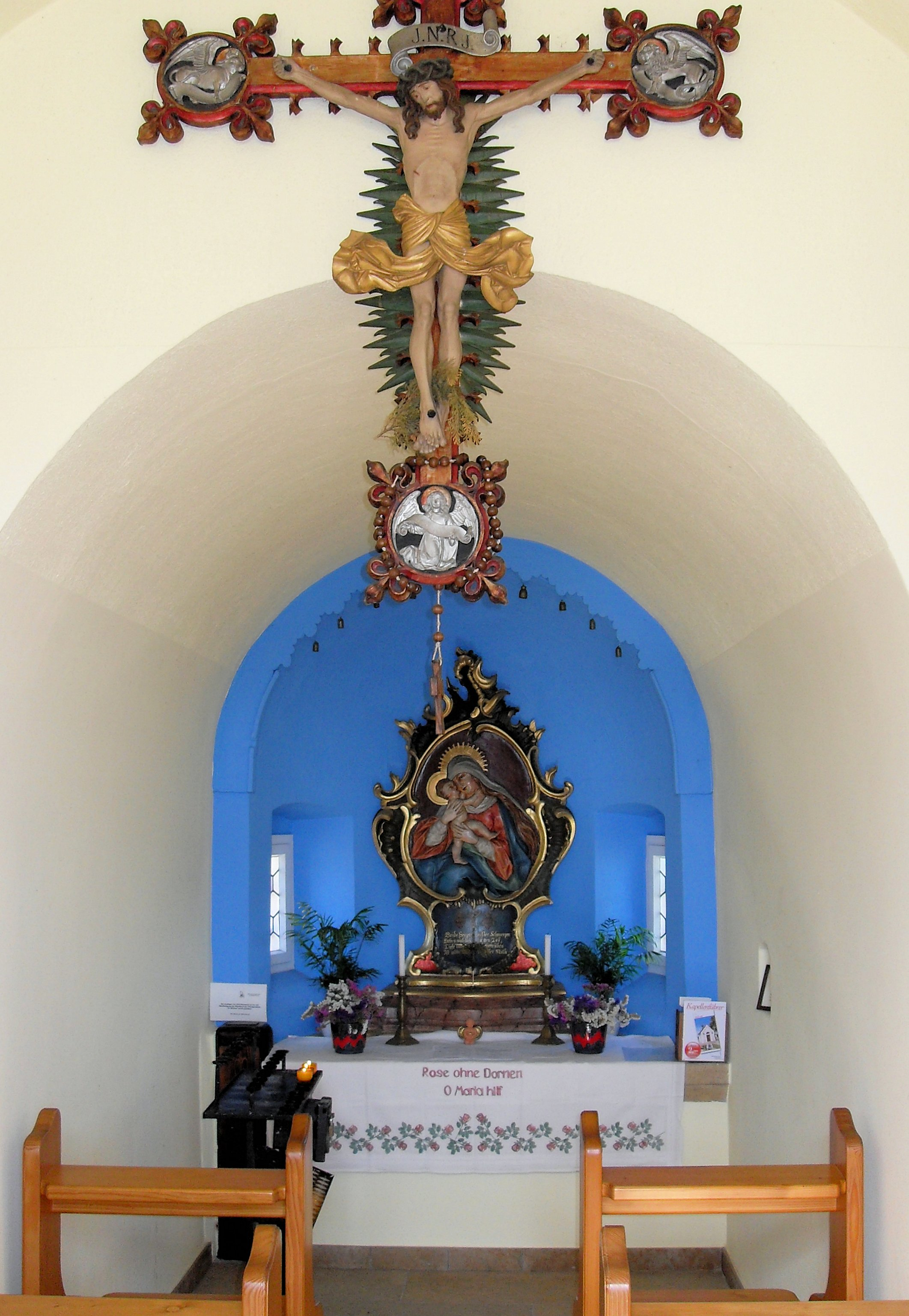

- Maria-Hilf-Kapelle
- Pfarrhaus und Gasthaus zur Linde
- ehemalige Fron- und Widumhöfe

- Maria-Hilf-Kapelle

## Wirtschaft und Infrastruktur
Neben den wenigen verbliebenen Landwirtschaftsbetrieben gibt es in Tunsel kaum Arbeitsmöglichkeiten. Die Wohngemeinde besteht heute fast ausschließlich aus Pendlern in die Gewerbegebiete der umliegenden Städte und Gemeinden. Seit der Erschließung von Baugebieten für Eigenheime in den 1970er Jahren verdoppelte sich die Einwohnerzahl von Tunsel von ca. 750 bis 850 auf etwa 1.680. Tunsel ist Kindergarten- und Grundschulstandort.
Ein Haltepunkt an der Bahnstrecke Mannheim–Basel wurde 1970 aufgelassen.
Der Südschwarzwald-Radweg führt von Hinterzarten über Waldshut-Tiengen, Basel und Freiburg rund um den Naturpark Südschwarzwald und verbindet Heitersheim über den Heitersheimer Ortsteil Gallenweiler mit Schmidhofen und Bad Krozingen. Der Breisgauer Römerradweg von Badenweiler nach Riegel verläuft in diesem Abschnitt identisch.

## Vereine
- Musikverein Tunsel[7]
- Sportverein SV Tunsel 1946[8]
- Männergesangverein Kolping Tunsel e. V.[9]
- Freiwillige Feuerwehr[10]
- Narrenzunft Seltenbachhexen Tunsel e. V.[11]
- Förderverein Tunselino e.V.[12]

## Persönlichkeiten
- August Violand (1750–1811), Benediktinermönch, Kirchenmusiker und Komponist, war zeitweise Pfarrer in Tunsel und starb dort